# Casa central del Banco de la Provincia de Buenos Aires
La casa central del Banco de la Provincia de Buenos Aires es un edificio bancario en la esquina de las calles San Martín y Bartolomé Mitre, en la city financiera del barrio de San Nicolás, Buenos Aires, Argentina.

## Historia

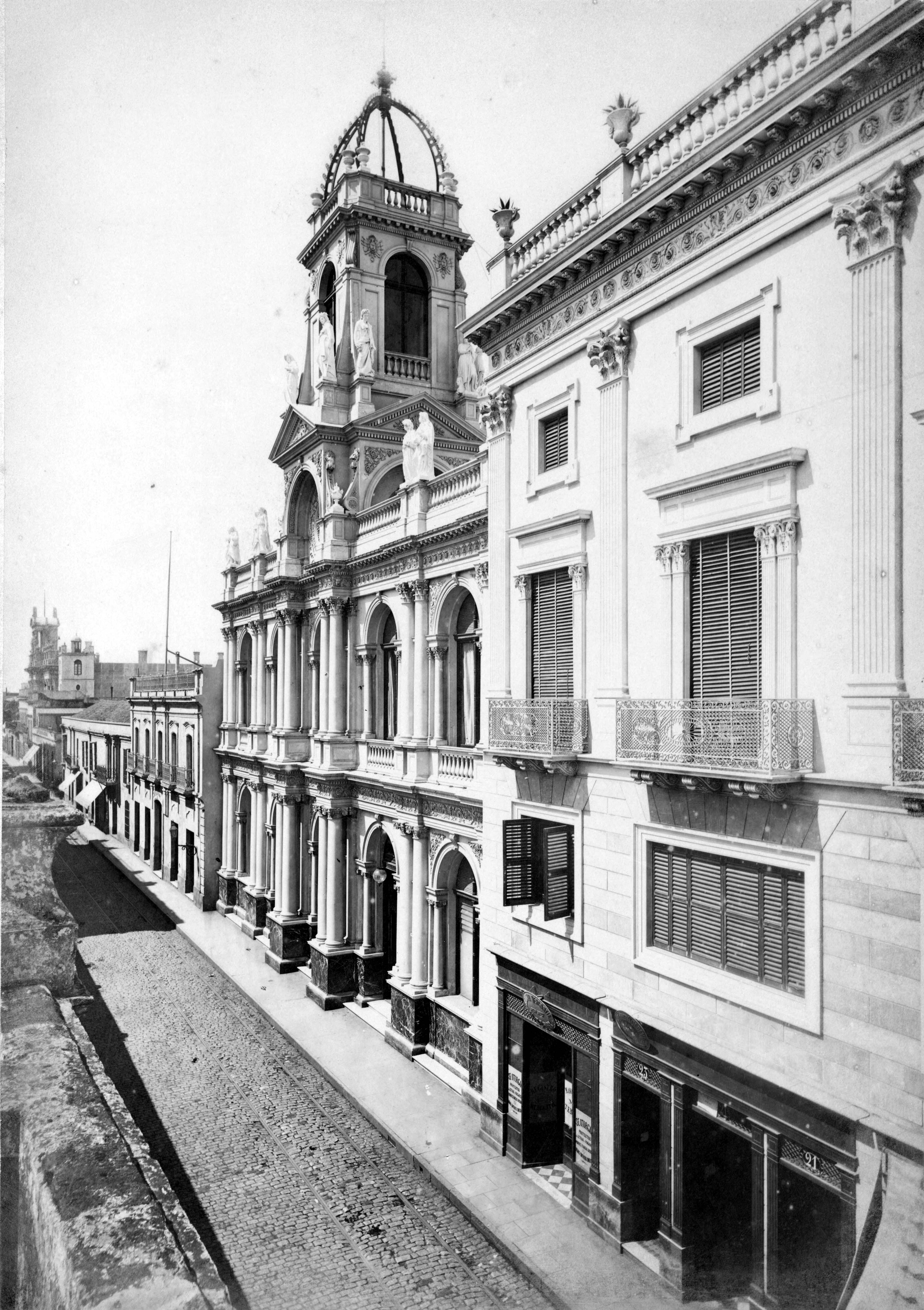
Fachada del edificio de los Arq. Hunt y Schroeder que corresponde al álbum fotográfico con vistas de la Ciudad Autónoma de Buenos Aires, realizado por el fotógrafo Christiano Junior en 1876.

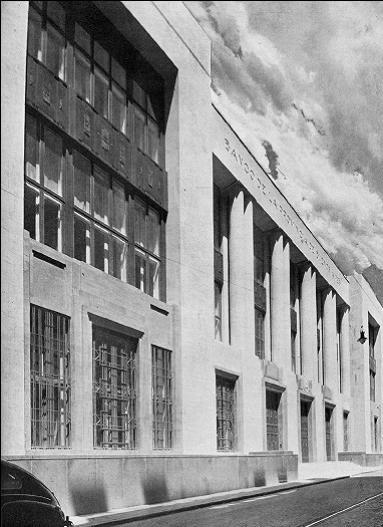
Frente sobre San Martín, 1942.

El Banco de la Provincia de Buenos Aires (nombre actual desde 1863) tuvo su casa matriz en la ciudad de Buenos Aires hasta la federalización de la misma y traslado de la capital de la provincia de Buenos Aires a la nueva ciudad de La Plata.
El banco había sido fundado con el nombre de Banco de Buenos Aires en 1822, en la sede del antiguo Real Consulado de Buenos Aires, que se encontraba en la misma ubicación que el edificio actual, calle San Martín n.º 35 (hoy n.º 137, con la numeración vigente desde 1894). Luego de trasladarse durante un tiempo a la Manzana de las Luces, regresó al lugar de su creación en 1827.
El segundo edificio del Banco de la Provincia de Buenos Aires en este terreno fue construido ente 1870 y 1874, obra de los arquitectos Henry Hunt y Hans Schroeder. Sin embargo, con el paso de las décadas, y a pesar de tener una nueva casa matriz en La Plata, el antiguo edificio resultó insuficiente. Se le anexaron dos construcciones contiguas, una sobre la calle San Martín y otra sobre la calle Bartolomé Mitre, con instalaciones remodeladas pero igualmente inadecuadas para que funcionara correctamente un banco.
Por ello, en 1936 fue llamado un concurso de anteproyectos arquitectónicos, donde ganó el de los arquitectos Gregorio Sánchez, Ernesto Lagos y Luis María de la Torre, aprovechando las tres parcelas propiedad del banco y pensado para poder construirse en etapas de acuerdo a las necesidades futuras. La demolición de los antiguos edificios de la calle San Martín comenzó en 1939, y la primera etapa de la nueva construcción se inauguró el 20 de diciembre de 1940. En el frente se talló en piedra una gran placa que recuerda los acontecimientos históricos que sucedieron en el solar.
El edificio antiguo sobre la calle Bartolomé Mitre permaneció algunos años más, hasta que se construyó el sector de la nueva sede correspondiente entre 1950 y 1953. La etapa final, ocupando el tercer terreno, el de la esquina de las calles Mitre y San Martín, se construyó entre 1958 y 1964.

## Descripción

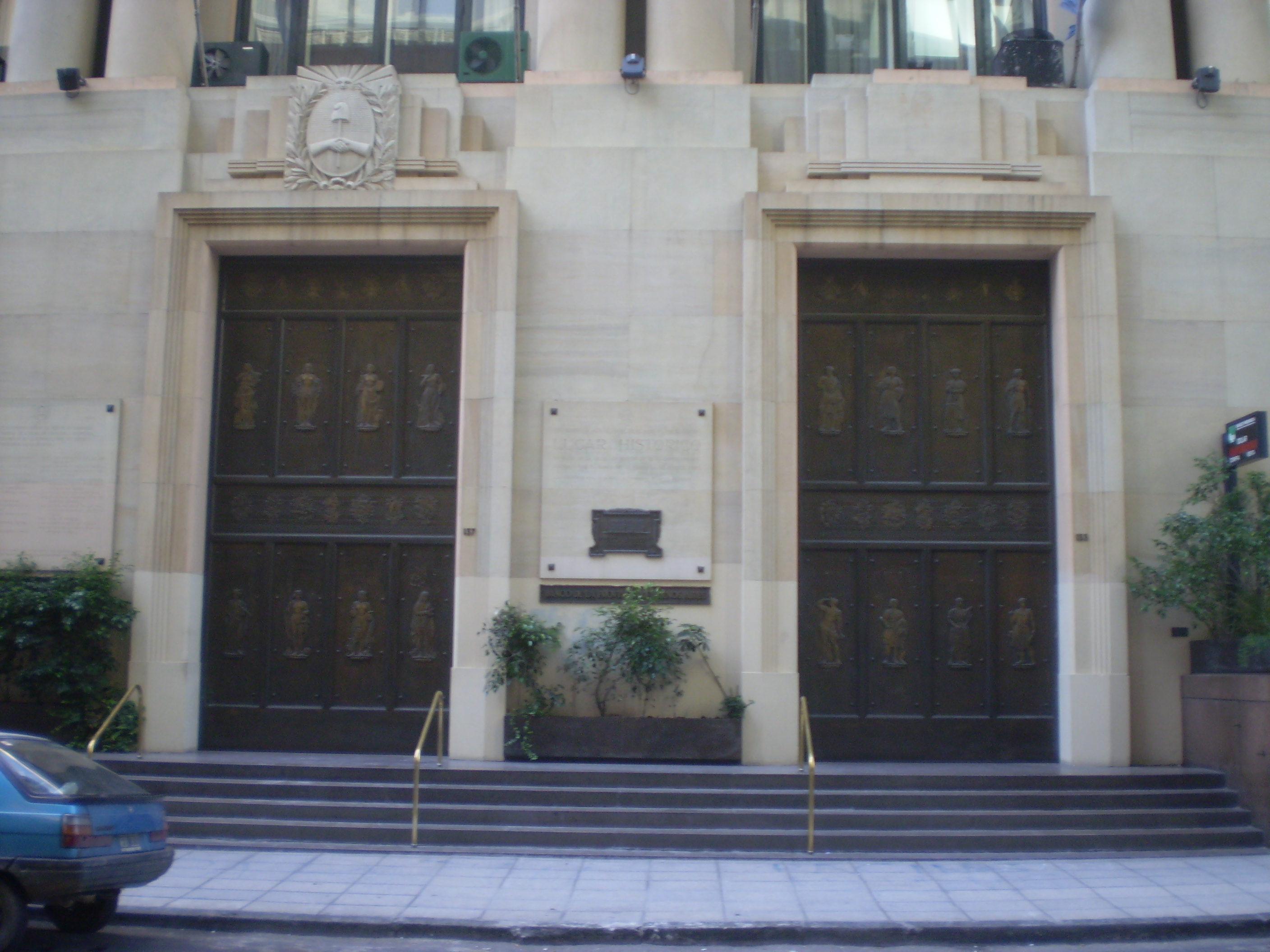
Puertas talladas y placa conmemorativa

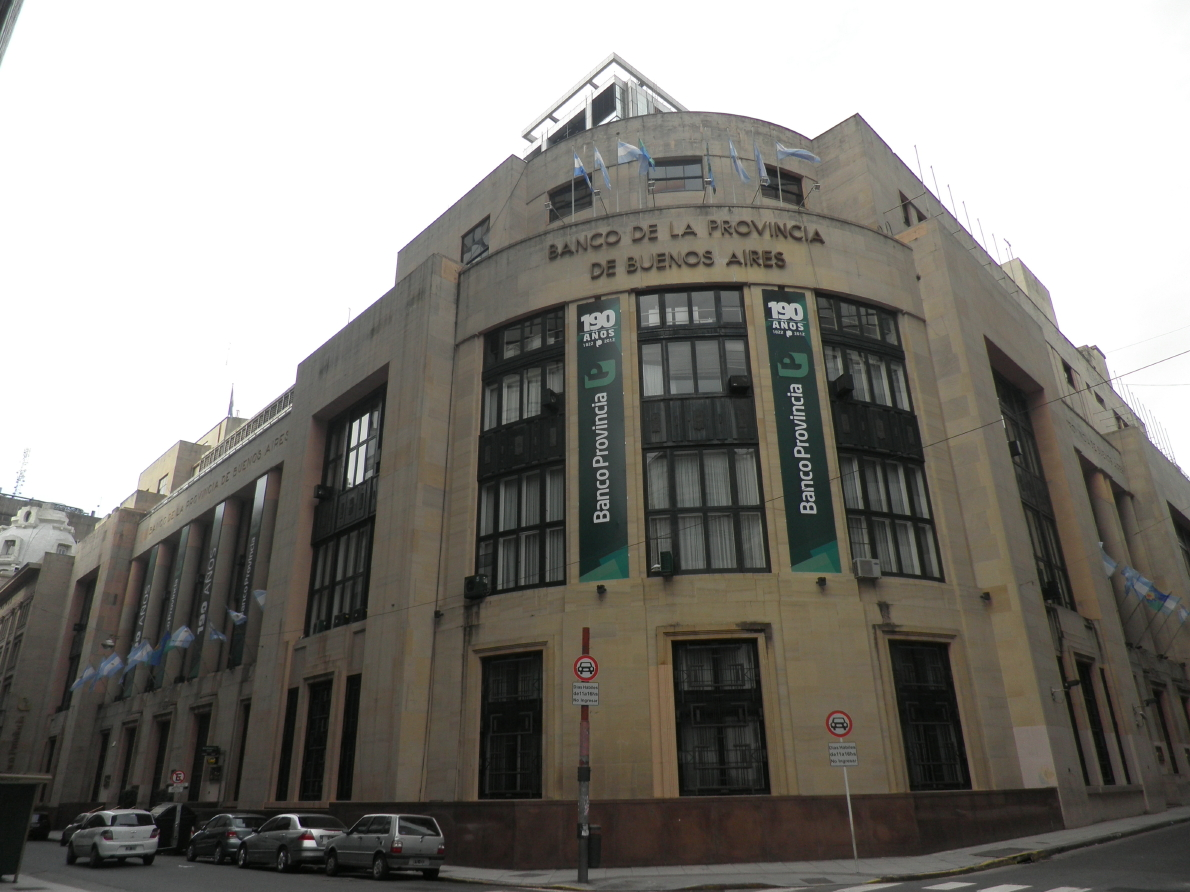
Vista desde la esquina de Mitre y San Martín

El edificio proyectado por Sánchez, Lagos y de la Torre (autores, entre otros, del Edificio Kavanagh) conservó las líneas del edificio que se encontraba sobre la calle Bartolomé Mitre, con la voluntad de poder desarrollar rápidamente las obras. Por ello primero se levantó la parte sobre la calle San Martín, y luego se comenzó con el sector sobre Mitre. 
Un aspecto considerado especialmente en el proyecto fue el de poseer adecuada luz y ventilación, sin importar los edificios que se levantaran posteriormente en los terrenos adyacentes. Por ello, se dejaron dos espacios laterales destinados a patios, llegando al nivel del subsuelo. Además, el edificio fue retirado de la línea municipal, ampliando la vereda y dejando dos patios ingleses para iluminación de los sótanos. 

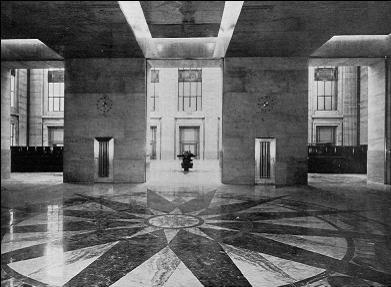
Vestíbulo hacia San Martín, 1942.

La fachada fue completamente revestida en piedra Dolomita argentina, y los parapetos de los patios ingleses, en granito. El estilo predominante en el edificio fue el racionalista, con pretensiones monumentalistas. Las ornamentaciones utilizadas son el escudo de la provincia y espigas de trigo.
En el primer sector inaugurado tuvo su acceso por tres grandes entradas sobre la calle San Martín, flanqueadas por estatuas de la Agricultura y la Industria, y atravesando un vestíbulo lleva al hall principal de operaciones, con puertas corredizas y revestido en mármol travertino argentino, con grandes ventanales. Para permitir la circulación al público, ascensores y escaleras mecánicas se ubicaron sobre bahías, separados de los espacios comunes. 
El vestíbulo fue revestido en mármol, con dibujos del zodíaco taraceados en mármoles de colores y fileteados en bronce. De él parten escaleras mecánicas hacia el subsuelo y el segundo gran hall de operaciones, y un acceso a la Gerencia. Los pisos 1º y 2º tienen vista al gran hall, y fueron destinados el primero a la Gerencia y el segundo al Directorio. El 3º piso posee grandes salones. En el sótano se instaló el tesoro del banco y la sala de máquinas.